# Shibuya Near Family
Shibuya Near Family (シブヤニアファミリー Shibuya Nia Famirī?) es una serie de manga japonés escrito e ilustrado por Kōji Kumeta. Comenzó ha serializarse en la revista de manga Shūkan Shōnen Sunday de Shōgakukan desde el 27 de octubre de 2021, y hasta el momento se ha recopilado en un volumen tankōbon.

## Publicación
Shibuya Near Family es escrito e ilustrado por Kōji Kumeta. Comenzó a publicarse en la revista de manga Shūkan Shōnen Sunday de Shōgakukan el 27 de octubre de 2021. Shōgakukan lanzó el primer volumen tankōbon el 15 de septiembre de 2022.
| Volúmenes de manga publicados | Volúmenes de manga publicados | Volúmenes de manga publicados |
| Número                        | Fecha de publicación          | ISBN                          |
| ----------------------------- | ----------------------------- | ----------------------------- |
| 1                             | 15 de septiembre de 2022      | ISBN 9784098512966            |